# الدوري الكرواتي الدرجة الثانية 2004–05
الدوري الكرواتي الدرجة الثانية 2004–05 (بالكرواتية: 2. HNL 2004./05.)‏ هو الموسم 14 من الدوري الكرواتي الدرجة الثانية ‏. أشرف على تنظيمه اتحاد كرواتيا لكرة القدم، وكان عدد الأندية المشاركة فيه 24، وفاز فيه HNK Cibalia ‏.